# Toronto (zespół muzyczny)
Toronto – polski zespół muzyczny z Torunia, znany m.in. z Festiwalu w Opolu 2003, gdzie w koncercie "Debiuty" zajęli II miejsce i Festiwalu w Opolu 2005 z koncertu "Premiery", nominowany do Fryderyków 2005 w kategorii Nowa Twarz Fonografii. W 2005 zespół wydał płytę Miasto.

## Skład
- Dariusz Kosiński – gitara basowa
- Jarosław Kosiński – perkusja
- Oksana Predko – śpiew
- Dariusz Załeński – gitara
- Sławomir Załeński – gitara, śpiew